# Arik Sinai

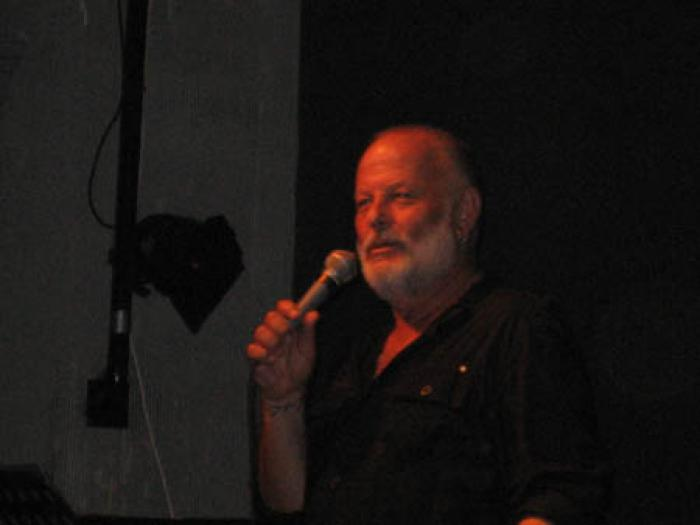
Arik Sinai

Arik Sinai (* 29. Juni 1949 in Israel) ist ein israelischer Sänger.

## Leben und Karriere
Sinais Vorfahren stammten aus Polen. Im Jahr 2008 schloss er sich der rechten Partei Jisra’el Beitenu („Unser Heim Israel“) an, nachdem er zuvor lange Zeit die Arbeitspartei unterstützt hatte. Avigdor Lieberman bezeichnete Sinai damals als eine der wichtigsten Figuren des israelischen Kulturlebens. Bei der Wahl 2009 erhielt Liebermans Immigrantenpartei hinter Kadima und Likud den dritten Platz.
Arik Sinai, der vor allem in den 1980er Jahren bekannt war, brachte zahlreiche Singles heraus. 1980 und 1985 produzierte er jeweils eine Langspielplatte mit zehn Titeln. Sein Album Shadow on the Sun war im Herbst 1981 in den Charts. Eine Sammlung seiner größten Erfolge wurde in einem Doppelalbum unter dem Titel Hameitav (The Best of Arik Sinai) herausgebracht.

## Diskografie

### Singles (Auswahl)
- 1980: דרך הכורכר
- 1981: סיבה טובה
- 1982: ערב מול הגלעד
- 2021: מלחמה ושלום (mit Eyal Golan)